# رافايلا ليبوروني
رافايلا ليبوروني (بالإيطالية: Raffaella Lebboroni)‏ هي ممثلة إيطالية، ولدت في بولونيا في 1 يناير 1953.)

## سيرتها
ولدت ليبوروني في بولونيا، ودرست أكاديمية ديل أنتونيانو وتخرجت في عام 1988. في عام 1992 تزوجت من كاتب السيناريو والمخرج فرانشيسكو بروني. ممثلة متعددة الأدوار وجذابة حتى في أدوارها الداعمة، كما مثلت في فيلم "The Rubber Wall" للمخرج ماركو ريسي والحياة جميلة للمخرج روبيرتو بينيني، كما لعبت دور البطولة في «إجازة أغسطس» لباولو فيرزي (1996) وفي فيلم «صيف قبلتي الأولى» (2006) لباولو فيرزي.
في عام 2019 كانت جزءًا من فريق الممثلين في فيلم "The Traitor" للمخرج ماركو بيلوشيو. في عام 2020، شاركت في فيلم "What Will Be" للمخرج فرانشيسكو بروني.